# Jungfrauenkopf
Le Jungfrauenkopf [ juŋfʁaʊənkɔpf] est un sommet du massif des Vosges culminant à 1 268 mètres d'altitude, situé sur la route des Crêtes sur le site du Markstein.

## Toponymie
En allemand, « jung », « Frauen » et « Kopf » signifient respectivement « jeune », « femmes » et « tête » donc Jungfrauenkopf peut se traduire par « tête des jeunes femmes ». Le mot allemand « Jungfrau » signifie « vierge » ; le toponyme peut donc aussi être traduit par « tête de la vierge ».

## Géographie

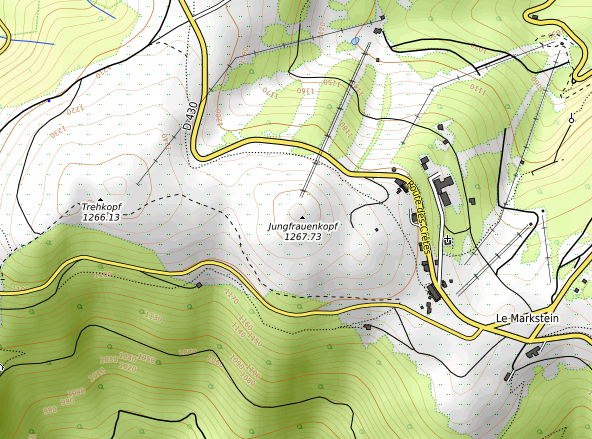
Carte topographique du Jungfrauenkopf.